# Big City遠東巨城購物中心
24°48′37″N 120°58′31″E / 24.8101466°N 120.9753°E
Big City遠東巨城購物中心，是一座位於臺灣新竹市東區的大型購物中心，2012年4月28日開業，其前身為2003年開業的風城購物中心。基地面積11,920坪，建築總樓板面積為102,376坪，商場樓地板面積為72,500坪，為新竹市及北台灣最大購物中心，營運三年半即達成百億業績，2024年營業額為173億元，最高紀錄為台灣前6大營業額百貨購物中心。商場設有免費接駁車路線往返台鐵新竹車站。

## 歷史

### 早前
1913至1952年，購物中心之原址曾為新竹糖廠廠區。
1960年，美國氰胺公司與台灣糖業公司合作投資成立中華民國境內第一家經核准的中外合資製造業公司臺灣氰胺公司，其主要工廠設於現今購物中心位置。
1995年，臺灣氰胺公司工廠遷往新竹縣新豐鄉新竹工業區之後，該地變更為商業綜合開發區。

### 風城購物中心時期（2001年-2007年）

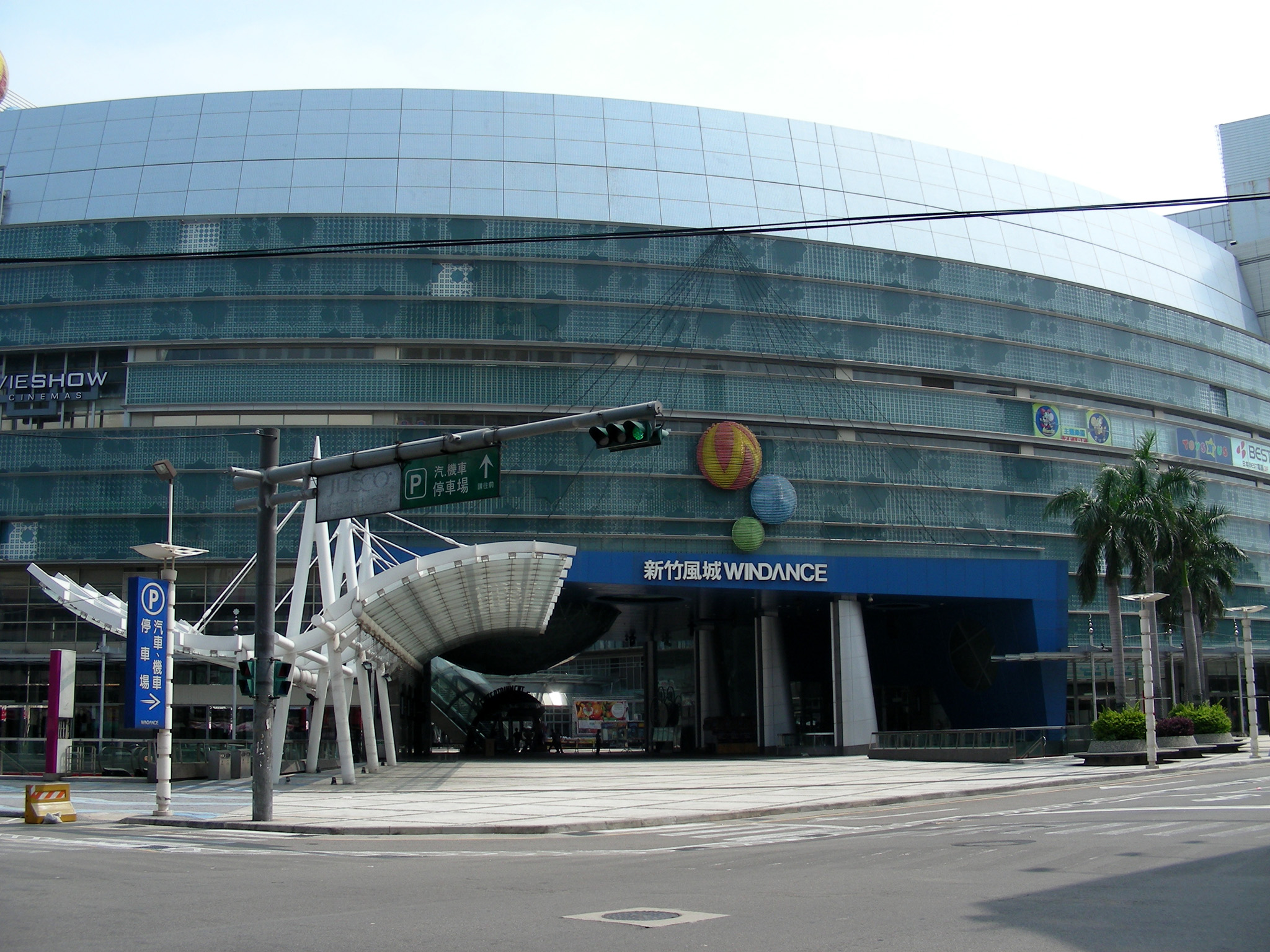
巨城之前的風城購物中心

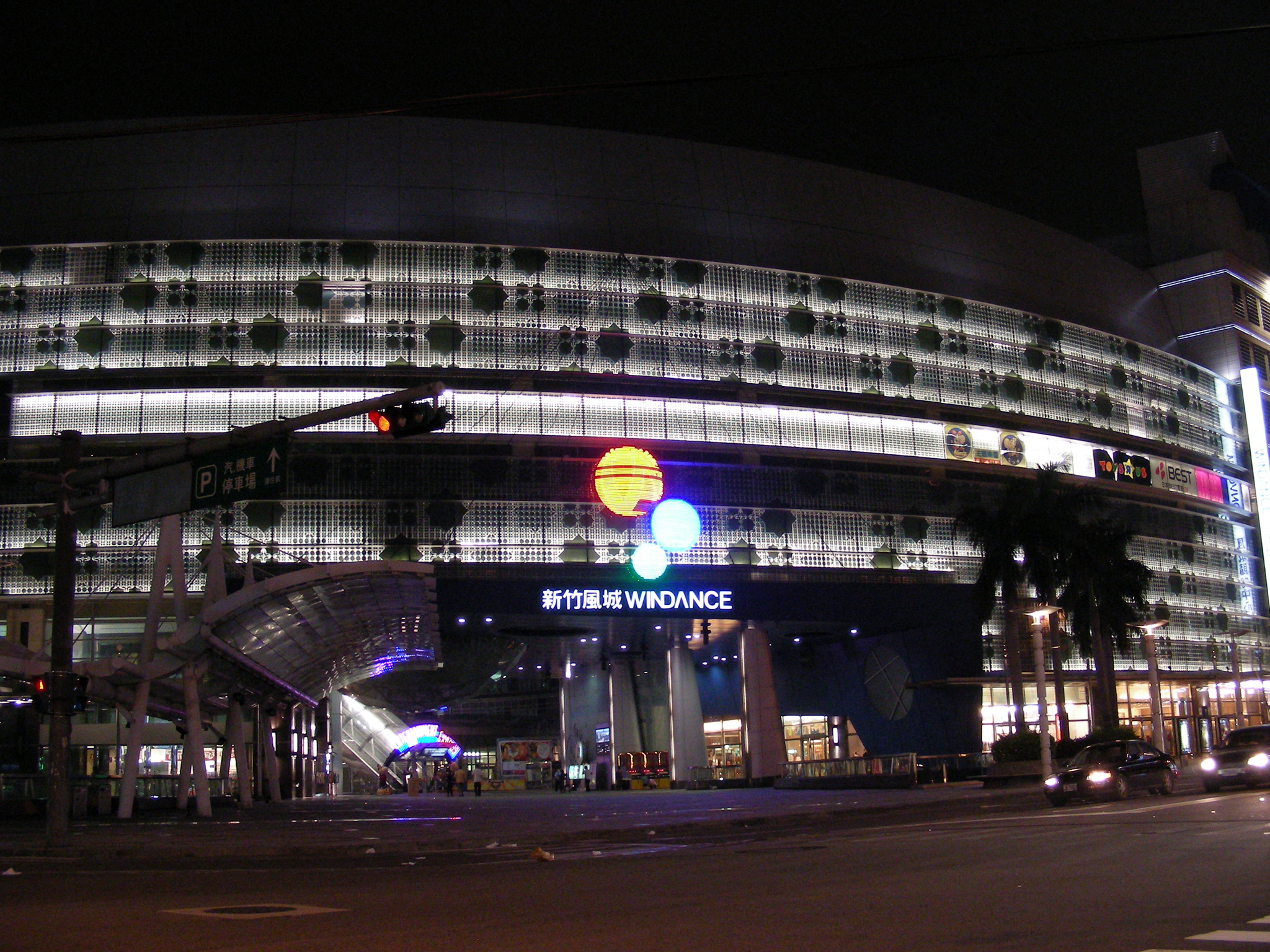
入夜後的風城購物中心

風城購物中心興建計畫之總投資金額達新臺幣160億，被行政院經建會列為「民間建設重大投資案」。其股東團隊及持份比例為：雍聯公司（大雍集團）（67%）、利台紡織（14%）、中華開發工業銀行（5%）、新竹國際商業銀行（3%）、其他（11%）。

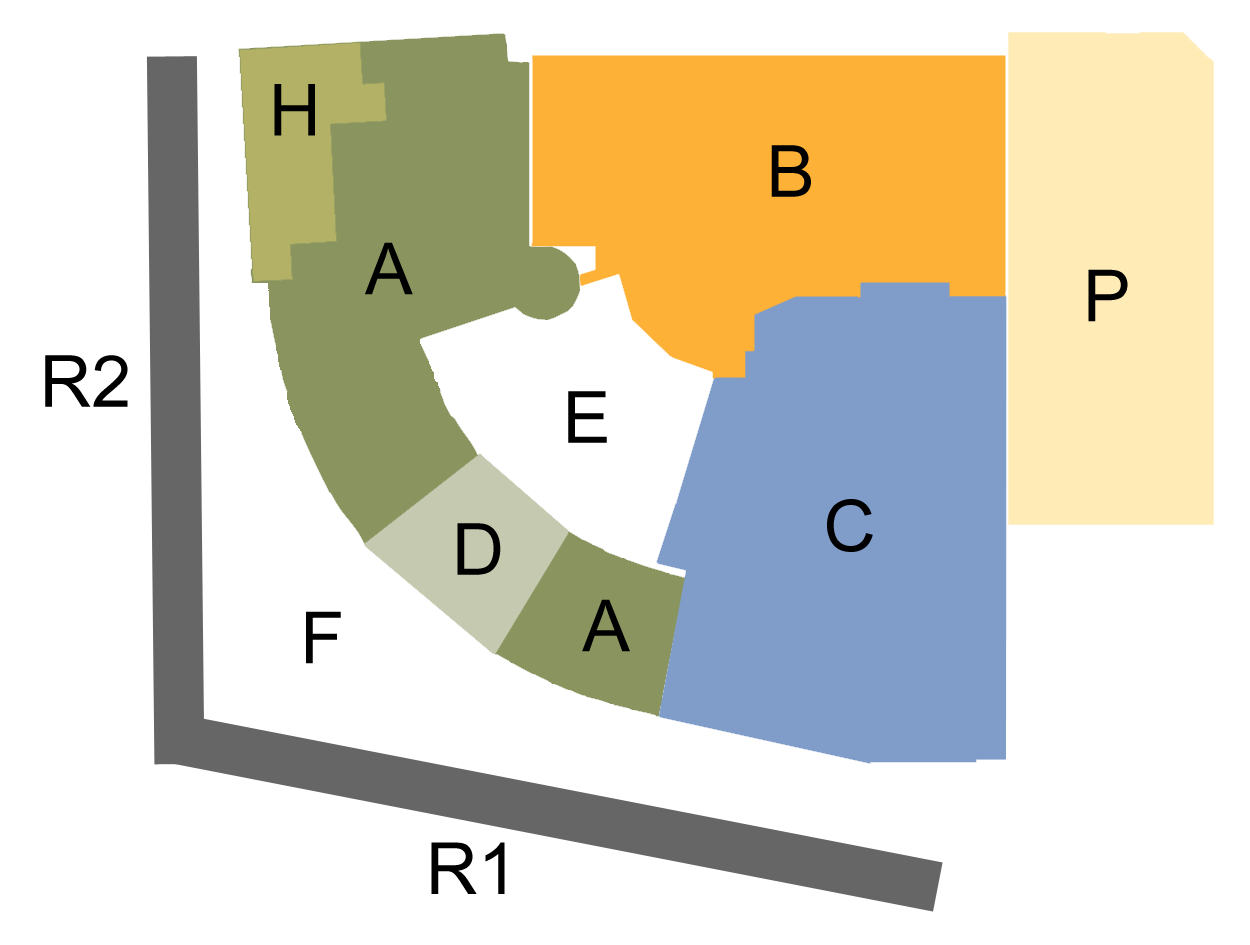
風城購物中心地上1樓平面圖
(此圖為2003年開幕時的配置)
A—1樓～3樓：專門店區
A—4樓～7樓：電影院
B—1樓～3樓：商店街區
B—4樓：風城美食街
B—5樓：展示空間、宴會廳
B—6樓：亞力山大健身中心
C—1樓～6樓：松屋百貨區
C—7樓：主題餐廳、麻吉主題樂園
C—8樓：麻吉主題樂園
C—9樓～12樓：辦公大樓
D—1樓：星球廣場
D—3樓～7樓：同A
E：中庭、太陽廣場
F：公園廣場
H—1樓～12樓：觀光飯店區
P：立體停車塔
R1：中央路
R2：民權路

購物中心工程由1999年11月開始興建，2002年1月16日舉行工地「上樑大典」。
2003年7月25日全館正式開業。當時的「風城購物中心」號稱是全東南亞最大的娛樂休閒購物中心，但是因正逢中國大陸投資熱潮，國人熱衷赴中工作來客數逐漸減少，雍聯公司不熟悉商場經營，雖引進日商AEON經營，但遭受到國內兩大百貨集團抵制，多數連鎖服飾商品品牌不敢前往設置櫃位，櫃位大多屬不知名品牌，其設計及內部規畫頗佳，多數動線延用至今，挑高中庭樓梯尚屬獨有，日式Jusco超級市場尤其深受喜愛，可惜在2005年8月由風城購物中心開出支付給廠商的貨款支票跳票，支票總額為1億2千萬元；2006年起便因經營不善而大量負債，內部店家如位於地下1、3樓的主力核心店佳世客百貨（JUSCO）即於同年4月結束營業；並於7月正式傳出購物中心經營不善，入不敷出的消息；8月風城購物中心舉辦「轉型大封拍」。「封拍」的意思是指「封館拍賣」，購物中心內的許多商品以不到原售價一半的價格賣出；9月以後許多商家開始撤資，同時購物中心的網站停止更新；9月中旬，空白多年的飯店大樓由樺福建設以16億元買下，並找來美國萬豪飯店集團負責經營，聲明會在2007年4月開業。這是一座五星級飯店，估計飯店開業後，將吸引人潮，可望重新帶動風城購物中心商機（但至2007年4月初時，本交易案即宣告撤銷）。
2007年3月26日，風城購物中心最大股東雍聯公司向新竹地方法院聲請重整；法院在3月28日裁定緊急保全處分。4月，因雍聯集團積欠大量貸款，導致遭廠商對公司財產進行假扣押並強制執行，而假扣押至今未撤銷，故飯店出售案無法執行；5月，風城購物中心總負債已經達新台幣1百億元，其中銀行貸款共計新台幣81.5億元。在19家債權銀行中，新竹國際商銀是最大債權銀行，債權有新台幣13.5億元。中國信託銀行、中華開發工業銀行、台北富邦銀行及國泰世華銀行等，也都是債權銀行。雍聯另外還積欠工程款、土地款、稅金及利息、廠商貨款共新台幣18億元，大部分的商家都已經停止租約，僅存少數自帶人潮的主力核心店仍然續約，包括亞力山大健康休閒俱樂部、湯姆熊歡樂世界（接手麻吉室內主題樂園）、威秀影城、何嘉仁教育中心。

### 閒置時期（2007年-2012年）
2007年7月2日，新竹市議會市政總質詢，議員建議新竹市長林政則購入風城購物中心，改建為新竹市政府辦公大樓；12月18日，風城購物中心約60名員工集體抗議長期積欠薪資；因長久積欠逾一年的電費之故，12月28日購物中心遭到臺灣電力公司斷電。在剩餘的店家撤出之後，風城購物中心正式停止營業，於2009年底以前尚未有恢復營業的計畫。
2010年3月，臺灣金聯資產管理公司及中國長城資產管理公司表達有意重新開發與投資風城購物中心。；4月7日，新竹地方法院第2次拍賣，底價新台幣64.42億元流標；5月19日，經前兩次拍賣流標後，新竹地方法院第3次拍賣，由遠東集團以新台幣58.89億元標下風城購物中心取得產權與經營權。

### Big City遠東巨城購物中心時期（2012年-）
原預計於2011年12月初開張，後因管線配置之故，Big City遠東巨城購物中心延至2012年4月28日正式開業（2012年4月23日試營運）。商場營運首年營業額達新臺幣53億。
2015年，商場營業額達新臺幣104億。
2016年，商場營業額達新臺幣105億。
2017年上半年，於遠東巨城購物中心進行Facebook打卡數為250萬次，僅次於桃園國際機場，位居全臺第二。；同年，商場營業額達新臺幣110億。
2018年6月15日，商場隔壁閒置15年的旅館棟1-4樓空間，正式納入購物中心營運，定名為「創藝大樓」，擴充營業面積近2,500坪；同年商場營業額攀升至新臺幣116億。
2019年，商場營業額達新臺幣123億。
2020年7月，二度擴大營業面積，啟用創藝大樓5樓空間，擴充營業面積逾1,000坪；同年商場營業額達新臺幣133.6億。
2021年，商場營業額達新臺幣140億，不含稅約則為新臺幣133億，晉升台灣商場營業額前六名。
2022年，商場營業額達新臺幣142億，其中購物中心部分占81.6億，遠東SOGO則占60.4億。而受到同集團新開業的遠東百貨竹北店營業額65億影響，本年度其年增率為1.43%，營業表現低於整體市場13.75%。
2023年，商場營業額達新臺幣160億，其中購物中心部分占95億，遠東SOGO則占65億。
2024年，商場營業額達新臺幣173億，其中購物中心部分占101億，遠東SOGO則占72億，購物中心單體首度突破百億紀錄。
2025年，遠東SOGO與承億集團，宣布將開發閒置逾20年的「旅館大樓」，將由「承億酒店」進駐地下一樓至一樓及地上六樓至十二樓，規劃150間客房，預計2027年第4季試營運。

## 樓層配置
風城購物中心時期的整體規劃是由美國RTKL建築事務所負責，建築設計由黃永洪、黃永沃建築師負責。購物中心的主體為大型的環型建築物，環型建築設計起因於新竹多風的氣候，環型碗狀空間可塑造出一無風中庭，有利於空調的控制。商場空間可分為兩大部份，其中一邊為約38,000坪的Big City遠東巨城購物中心「MALL」部分，另一邊為約34,000坪的遠東SOGO百貨新竹店。此外還包括一座6,000餘坪獨立的辦公大樓，地上3樓部分至地上12樓作為新竹市衛生社福大樓，地下1樓至地上3樓部分則由SOGO百貨管理，由兩層天橋與環型主體相連；以及一座與購物中心相連的地上12樓旅館大樓，地下1樓至地上5樓現為創藝大樓作為商場使用，未來將由承億酒店進駐地下1樓至1樓及地上6樓至12樓，規劃150間客房。環型中央是噴水池廣場，並設有直達4樓威秀影城電扶梯，並在中央路與民權路交叉口設計了寬約30公尺、挑高10公尺的主要入口。

### 遠東巨城購物中心

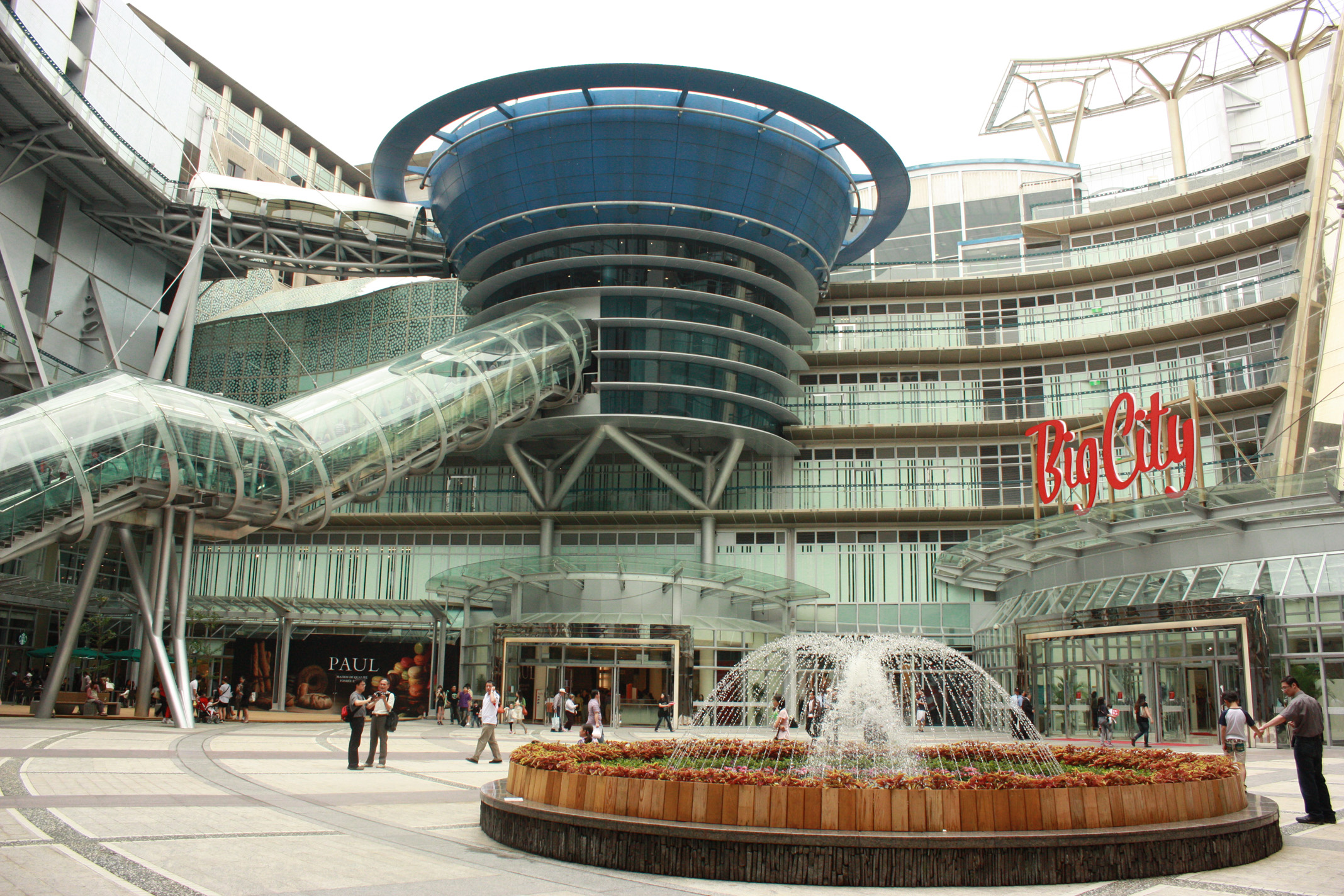
1F戶外的噴泉廣場及直達4F影城電扶梯
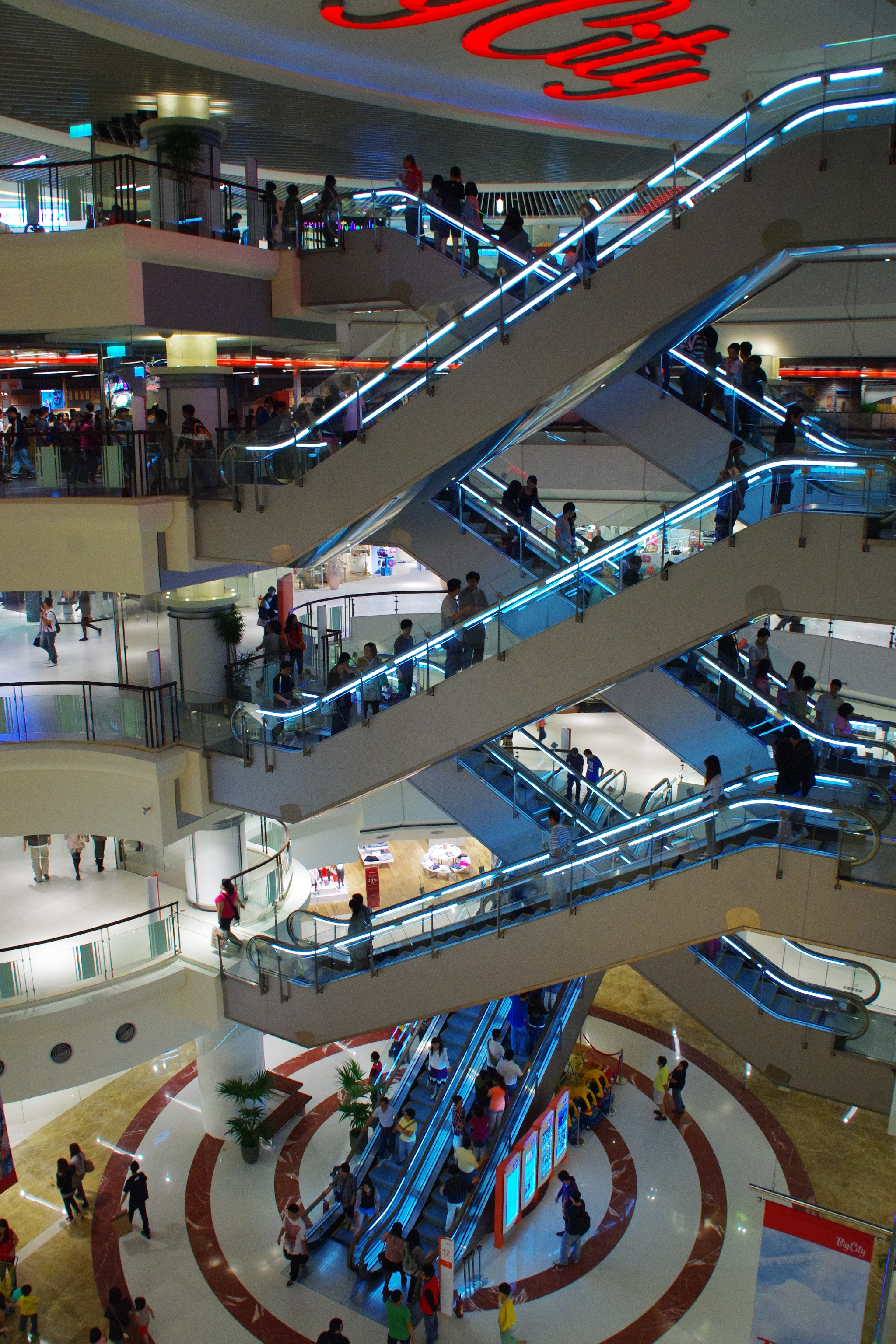
1F挑高區的Logo及地面的大同心圓造型
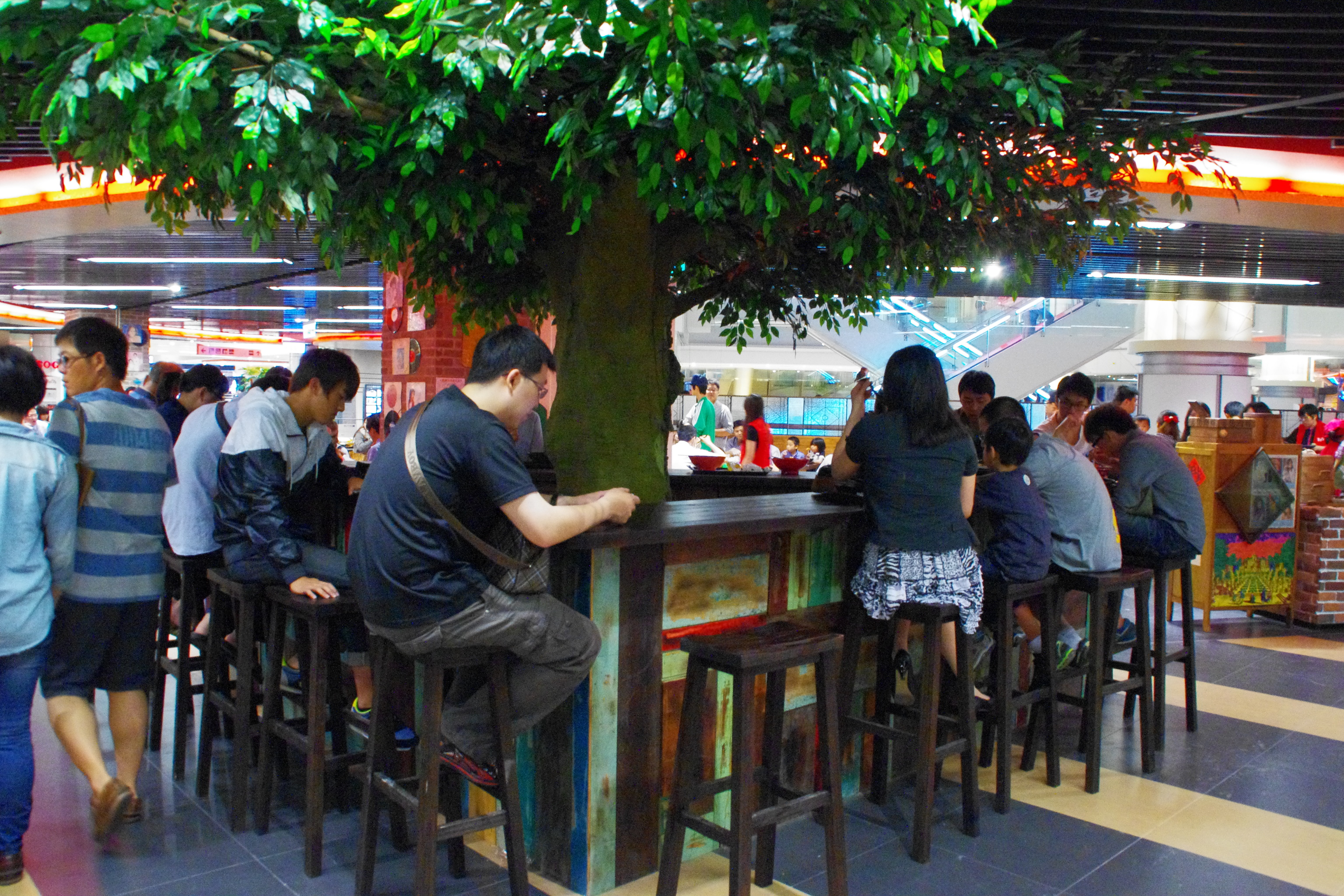
4F美食街台灣復古的仿真大榕樹
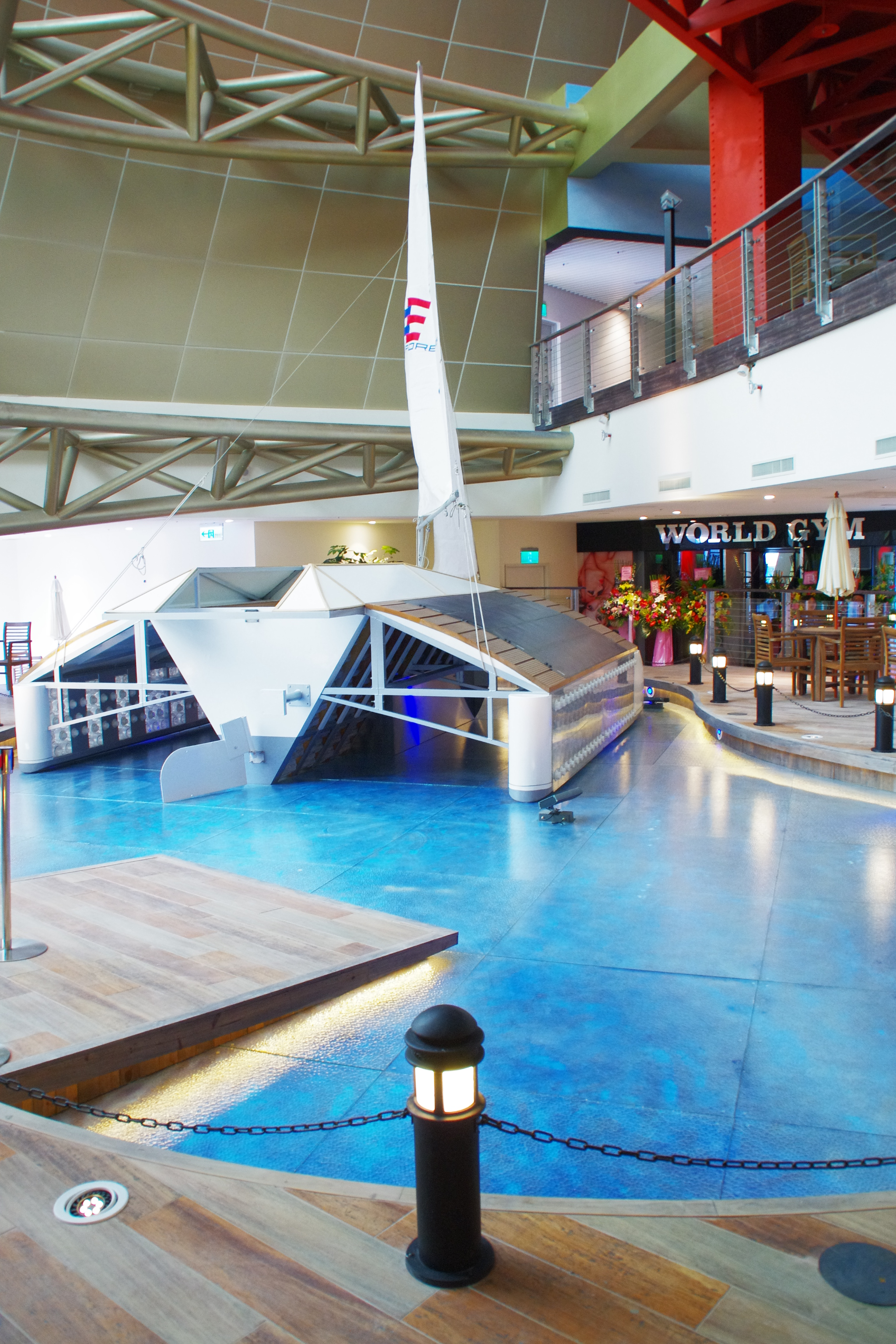
6F環生方舟希望永續號
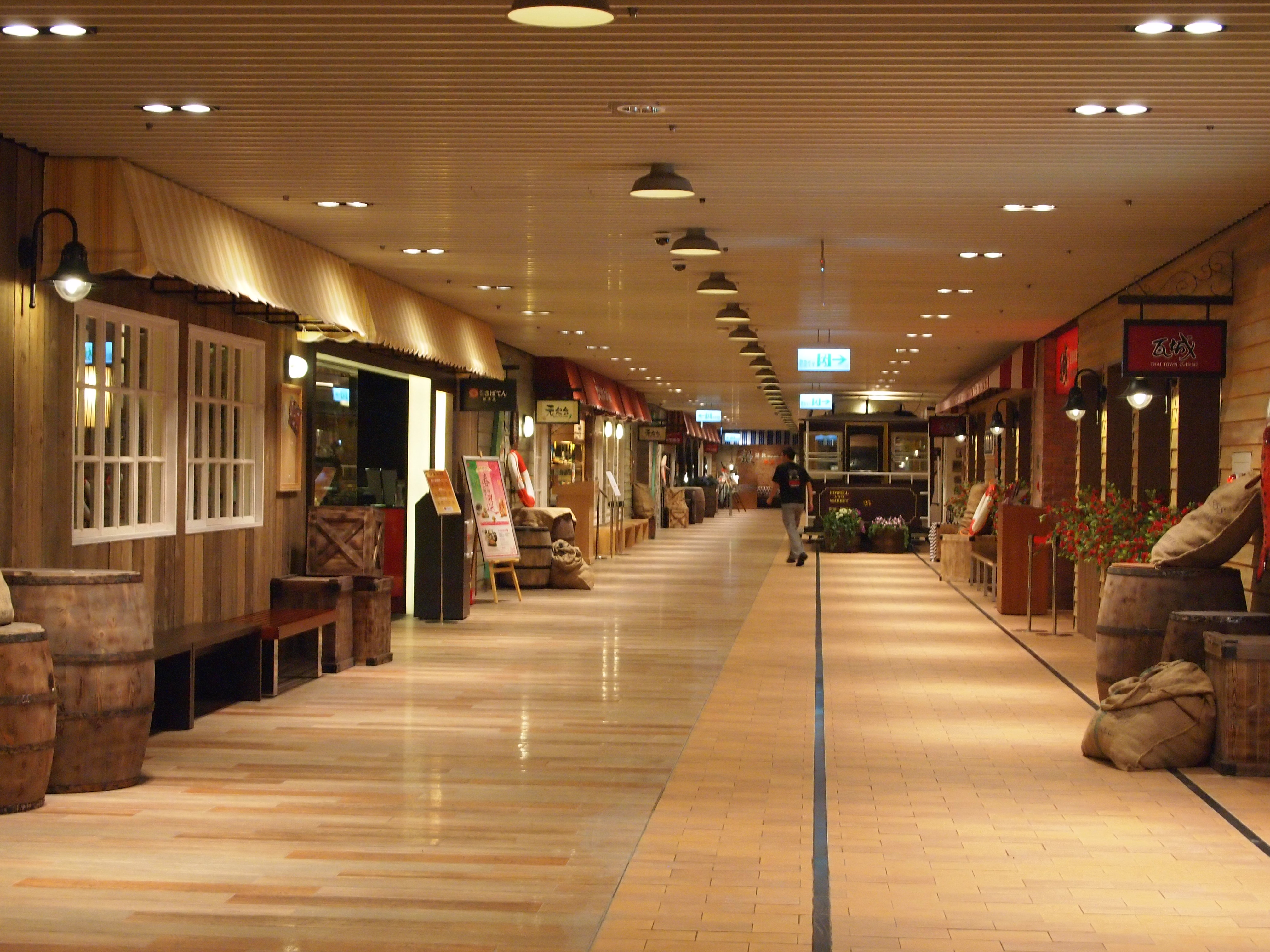
7F舊金山漁人碼頭街景及1:1噹噹車
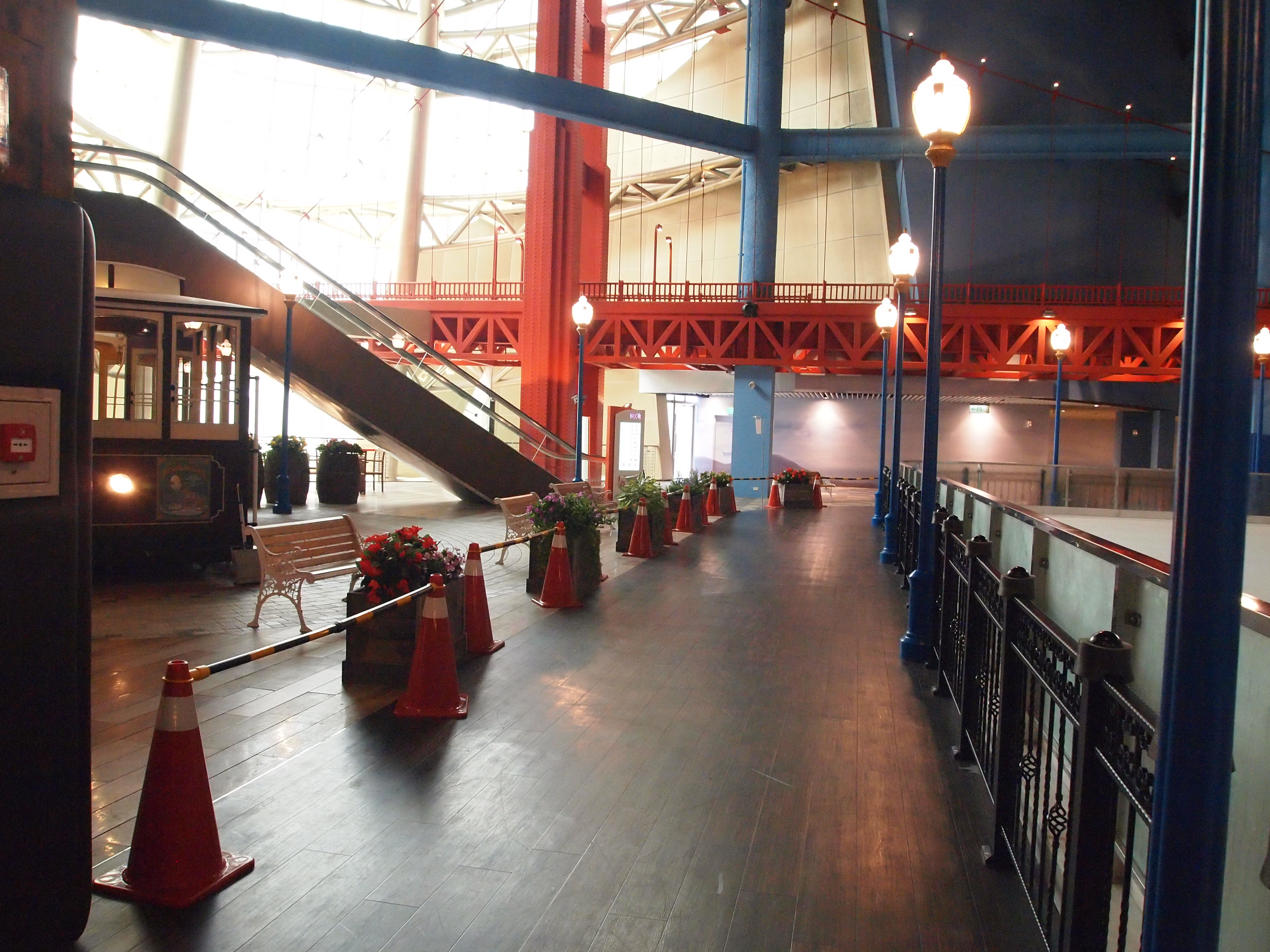
7F以1:12的比例縮小的金門大橋
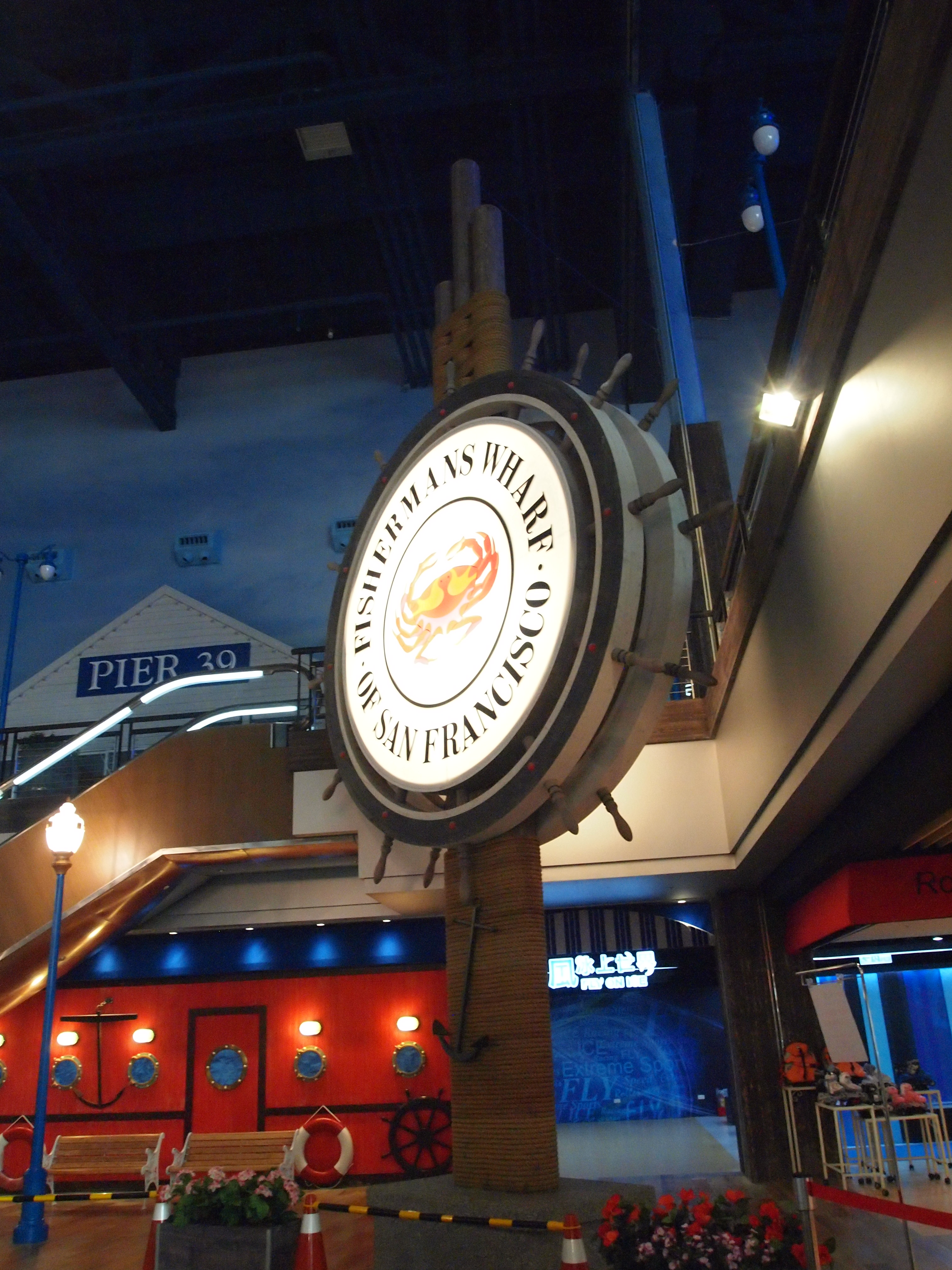
7F舊金山39號碼頭的螃蟹造型地標

在巨城MALL方面，包含約300個品牌與90個餐飲櫃位進駐，整體室內裝修的設計由英國設計公司 concept i及香港Benoy建築師事務所負責，將美式購物中心的氛圍帶入每層樓的設計中，例如1樓挑空區上方，鮮豔的Big City logo與地面的大同心圓造型相呼應，各個樓層皆以3米以上的挑高及6米的走道重新塑造舒適的購物空間，更賦予不同的空間設計概念。
地下1樓為大型專門店，包括c!ty'super、UNIQLO、GU、PULL&BEAR、無印良品、大創百貨、宜得利家居、全家便利商店等店，此外還有美容藥妝、寵物用品、美食、伴手禮與3C區。其中3C區分佈在1樓及地下1樓，地下1樓有知名3C品牌Samsung、SONY Xperia、Vivo、GoPro、DJI、集雅社、全國電子、遠傳電信等，1樓則有德誼Apple、BOSE、SONY及小米；地下3樓則為愛買量販店及GAME潮流館。
1樓為國際休閒服飾大店，有H&M、Nike Kicks Lounge、adidas Originals、NB 1906潮流形象店、PUMA SELECT、Calvin Klein、Aape、The North Face Urban Exploration、National Geographic、Carhartt、Hoka One One等潮流品牌，更有星巴克、PAUL及GODIVA咖啡甜點區，以及創藝廳展覽空間；2樓為OUTDOOR區，有ESPRIT、SISLEY及眾多露營品牌等；3樓針對流行少男及少女打造專屬的品牌迴廊，以及日系辣妹風格的專區，更有潮流鞋區ABC Mart MEGA STAGE及各式服飾品牌等，此外還設有Baby Boomers Club三合院公益空間。
4樓為美食街及威秀影城，包括美食街、輕食區及主題餐廳共約35個品牌，其中美食街原先是環繞著台灣復古、日系庭園與江戶造景及法式庭園風格等的裝潢設計，仿真的大榕樹、人力車、票亭及仿舊的櫃台，更讓整體氣氛營造的更加生動，後於2021年進行大改裝，僅保留下法式庭園風格及部分江戶屋簷造景，而台灣復古風格及日系庭園皆改為現代裝潢設計。
5樓是誠品生活及誠品書店、生活工場、iloom怡倫家居、媽媽餵和Funbox等玩具親子街；6樓的空間除展示從花博流行館移設的環生方舟希望永續號外，開幕至2025年間曾陸續設有世界健身俱樂部及角鬥士健身俱樂部，未來將改造為商場、餐廳及飯店使用。
7樓是舊金山大街及主題餐廳，以舊金山漁人碼頭的街景來打造，除重新以1:12的比例縮小來打造知名的金門大橋外，Pier 39更是完整被呈現在整個走道上，知名的螃蟹造型地標以及噹噹車，都以一比一的比例來呈現，打造出濃厚的美西舊金山碼頭的氣氛。此外主題餐廳則有瓦城、涓豆腐、彌生軒、唐點小聚、開飯川食堂、壽司郎、BELLINI PASTA PASTA、姥姥酸菜魚、帕泰家、黑毛屋、京都勝牛、鬥牛士牛排館、時時香、乾杯燒肉、金色三麥、新馬辣；8樓是室內運動大街、主題餐廳，包含了大魯閣棒壘球打擊場、保齡球場、遊戲愛樂園和湯姆熊歡樂世界，以及藍象廷泰式火鍋及姜滿堂燒烤等主題餐廳。
| 樓層   | 名稱            |
| ------ | --------------- |
| 8F     | 室內運動大街    |
| 7F     | 舊金山大街      |
| 6F     | 健康休閒街      |
| 5F     | 文藝親子街      |
| 4F     | 美食影城街      |
| 3F     | 酷樂潮流街      |
| 2F     | 戶外遊趣街      |
| 1F     | 國際櫥窗街      |
| B1     | 樂活休閒街      |
| B2     | 機車停車場      |
| B3     | 汽車停車場 愛買 |
| B4～B5 | 汽車停車場      |

### 遠東SOGO百貨

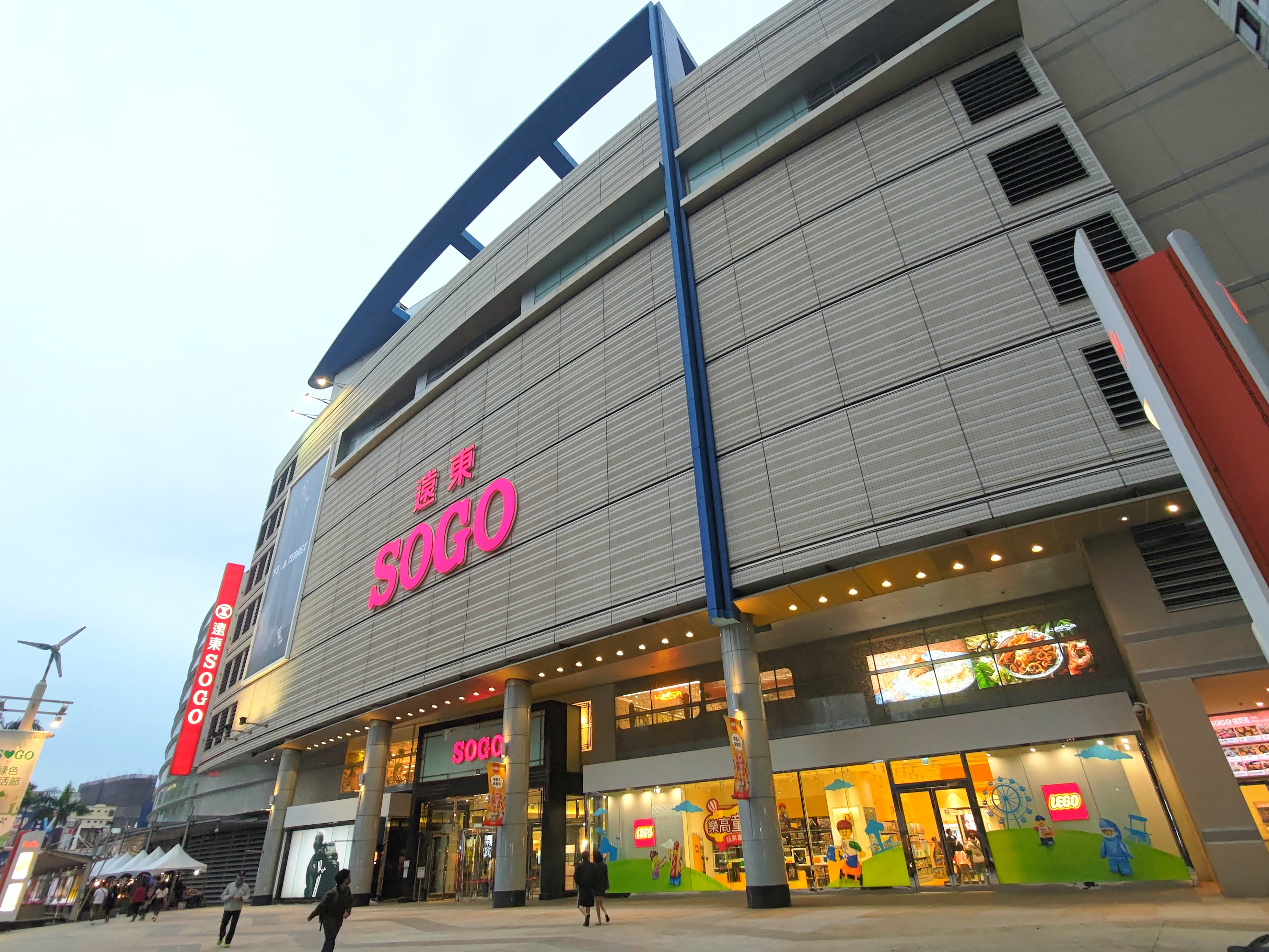
遠東SOGO百貨新竹店

遠東SOGO方面，引進近400個品牌，其中40%與既有的新竹大遠百有所區隔。同時CHANEL、Dior、ESTEELAUDER、SISLEY、LANCOME、SKII、SHISEIDO、L'OCCITANE等品牌以旗艦大店登場，ROOTS則打造出新竹首家男女親子複合商品店。1樓為國際精品、化妝品、女鞋及配件包包區，2樓為少淑女裝、淑女裝、珠寶及雜貨配件區，3樓為流行少女裝、內睡衣、配件手錶、包包飾品、主題餐廳，4樓為流行服飾、休閒服飾、牛仔服飾、運動服飾等用品區，5樓為紳士服飾用品、高爾夫、童裝及嬰兒用品區，6樓為家庭電器、視聽影音、寢具傢飾、瓷器水晶及鍋具區，地下1樓則有三間主題餐廳。
| 樓層 | 名稱       |
| ---- | ---------- |
| 6F   | 家用家居館 |
| 5F   | 童裝紳士館 |
| 4F   | 運動休閒館 |
| 3F   | 流行少女館 |
| 2F   | 女裝珠寶館 |
| 1F   | 精品美妝館 |
| B1   | 吃四方餐廳 |

## 吉祥物
- 阿Mall
- Mall妹

## 周邊
| - 新竹市立演藝廳 - 開臺進士古蹟群 - 新竹車站 - 北新竹車站 - 新竹州廳 - 新竹城隍廟 - 北門街商圈 | - 新竹之心 - 黑蝙蝠中隊文物陳列館 - 新竹市眷村博物館 - 新竹市政府 - 芙洛麗大飯店 | - 國賓大飯店新竹店 - 晶品城購物廣場 - 新竹大遠百 - 新竹女中 - 新竹高工 - 曙光女中 |

## 備註
1. ↑  「日本製糖會社」新竹廠是現今「臺灣糖業公司」的前身，簡稱「臺糖」--現址後方 保留部分原貌。[4]
2. ↑  「美國家庭用品公司」於1994年併購「美國氰胺公司」，成為現今的「美商惠氏藥廠」。[6]
3. ↑  「中華開發工業銀行」於2003年12月成為「中華開發金融控股公司」的子公司。[7]
4. ↑  「新竹國際商業銀行」已在2006年11月被「渣打銀行」併購，並更名為「渣打國際商業銀行股份有限公司」。[8]
5. ↑  「華納威秀影城」於2005年2月更名為「威秀影城公司」。[18]

## 外部連結
- Big City遠東巨城購物中心（页面存档备份，存于）（繁體中文）（简体中文）（英文）
- Big City遠東巨城購物中心的Facebook專頁
- 台灣公司資料（页面存档备份，存于）
- Big City遠東巨城購物中心_快樂購特約商_HAPPYGO_快樂購 （页面存档备份，存于）